# Скрофано, Мелани
Мелани Скрофано (англ. Melanie Scrofano; род. 20 декабря 1981, Оттава, Канада) — канадская актриса, наиболее известна по заглавной роли в телесериале «Вайнона Эрп» (2016—2021).

## Биография
Родилась и выросла в Оттаве, в семье инженера и правительственной чиновницы. Имеет итальянское и франко-канадское происхождение. В 13 лет начала работать фотомоделью, после чего решила стать актрисой.
Первое появление актрисы на большом экране — вышедший в 2009 году фильм ужасов «Пила 6», в котором ей досталась роль Джины, помощницы Уильяма Истона, погибшей в ловушке под названием «Карусель».
С 2012 по 2014 (с 3 по 5 сезон) снималась в телесериале «Читающий мысли» в роли криминального репортёра Тии Тремблей. В 2014 снималась в роли Гейл Тимминс, сестры главной героини, в фильме «Волки».
С 2016 года играет в мистическом сериале-вестерне телеканала SyFy «Вайнона Эрп» (экранизация комиксов Бо Смита) заглавную роль. Когда в 2019 появились сообщения о том, что сериал может быть закрыт из-за проблем с финансированием, фанаты начали социальную компанию с целью спасти шоу, а также запустили рекламу сериала на билбордах на Таймс-сквер в Нью-Йорке. Мелани также поддержала фанатов, на свои деньги купив один из билбордов. В результате следующий сезон был запущен в производство.
В 2018 году сыграла одну из главных ролей в нуарном триллере «Земля птиц».
В 2021 году была назначена одним из режиссёров мистического сериала телеканала Syfy «Сюрреалистическая недвижимость».

## Личная жизнь
В 2017 году стало известно, что актриса беременна. В апреле 2017-го она родила сына, сразу после окончания съёмок второго сезона «Вайноны Эрп». Скрофано появляется беременной во втором сезоне шоу, это стало одной из сюжетных арок сезона.
На съёмках «Вайноны Эрп» она познакомилась с актрисой Доминик Провост-Чалкли, которая играла в сериале её младшую сестру, впоследствии они стали близкими подругами.

## Фильмография
| Год       |    | Русское название                   | Оригинальное название                 | Роль                                |
| --------- | -- | ---------------------------------- | ------------------------------------- | ----------------------------------- |
| 2002      | с  | ФАКультет                          | Undressed                             | Изабель                             |
| 2006      | с  | Славные люди                       | Beautiful People                      | Эмма Лоурен                         |
| 2007      | с  | Сверхъестественное                 | Supernatural                          | девушка                             |
| 2008      | ф  | Блюз малышки                       | Baby Blues                            | Мани Уайт                           |
| 2008      | тф | Энн из Зелёных крыш: новое начало  | Anne of Green Gables: A New Beginning | Бриджит                             |
| 2009      | ф  | Пила 6                             | Saw 6                                 | Джина                               |
| 2010      | с  | Тайные операции                    | Covert Affairs                        | Джейн                               |
| 2010      | с  | Быть Эрикой                        | Being Erica                           | Ребекка, пациентка доктора Тома     |
| 2011      | с  | Копы-новобранцы                    | Rookie Blue                           | Софи Льюис                          |
| 2011      | ф  | Гражданин гангстер                 | Citizen Gangster                      | Энн Робертс                         |
| 2011      | тф | Останься со мной                   | Stay with Me                          | Элисон                              |
| 2011      | с  | Горячая точка                      | Flashpoint                            | Холли МакКорд                       |
| 2012      | с  | В надежде на спасение              | Saving Hope                           | Ким Спенсер                         |
| 2012      | с  | Хейвен                             | Haven                                 | Ноэлль, парамедик                   |
| 2012—2014 | с  | Читающий мысли                     | The Listener                          | Тиа Тремблей                        |
| 2013      | тф | Перемотка                          | Rewind                                | Джессика Нокс                       |
| 2013      | ф  | Медсестра 3D                       | Медсестра 3D                          | Рэйчел Адамс                        |
| 2013      | с  | Деграсси: Следующее поколение      | Degrassi: The Next Generation         | Мередит Фокс, редактор журнала Muse |
| 2014      | ф  | Робокоп                            | RoboCop                               | жена мужчины с протезами            |
| 2014      | ф  | Волки                              | Wolves                                | Гейл Тимминс                        |
| 2016      | с  | Дэмиен                             | Damien                                | Вероника Сельваджио                 |
| 2016      | ф  | Если ты увидишь её                 | Happily Ever After                    | Лиза                                |
| 2016      | с  | Последний кандидат                 | Designated Survivor                   | Лиза Джордан                        |
| 2016—2017 | с  | Леттеркенни                        | Letterkenny                           | мисс МакМюррэй                      |
| 2016—2021 | с  | Вайнона Эрп                        | Wynonna Earp                          | Вайнона Эрп                         |
| 2018      | с  | Дурная кровь                       | Bad Blood                             | Валентина Козолето                  |
| 2018      | ф  | Земля птиц                         | Birdland                              | Мерль Джеймс                        |
| 2019      | ф  | Я иду искать                       | Ready or Not                          | Эмили Ле Домас                      |
| 2020      | ф  | Бесшумный                          | Silencing                             | Дебби                               |
| 2021      | с  | Сюрреалистическая недвижимость     | SurrealEstate                         | Харпер Норт                         |
| 2022      | с  | Звёздный путь: Странные новые миры | Star Trek: Strange New Worlds         | капитан Мари Бател                  |
| 2025      | с  | Воскрешение                        | Revival                               | в главной роли Дэйны Сайпресс       |